# Umpqua Holdings Corporation
Umpqua Holdings Corporation (Umpqua Bank) — банковская холдинговая компания, расположенная в даунтауне Портленда, штат Орегон, США. Штаб-квартира находится в здании Ампкуа-Банк-Плаза, бывшей штаб-квартире несуществующего ныне банка Benj. Franklin Savings and Loan. Компания владеет двумя основными дочерними обществами: Umpqua Bank (банковская деятельность) и Umpqua Investments (инвестиции).
Основными операционными сегментами компании являются банковское обслуживание и кредитование физических лиц, бизнес-банкинг, расчётно-кассовое обслуживание, а также управление активами. По состоянию на 2015 год Umpqua Bank имел активы в размере 24 млрд долларов США и депозиты в размере 18 млрд долларов и входил в число 60 крупнейших банков США. Акции материнской компании Umpqua Holdings обращаются на бирже. По состоянию на 2016 год Umpqua Bank был крупнейшим банком в Орегоне и имел 350 филиалов в Орегоне, штате Вашингтон, Калифорнии, Неваде и Айдахо.

## История
В 1953 году в городке Каньонвилл в Орегоне был образован банк с лицензией штата South Umpqua. Первый персонал ограничивался всего шестью сотрудниками. Банк был организован группой лесозаготовителей, которые хотели организовать для своих сотрудников возможность обналичивания их чеков по расчёту заработной платы. Банк открылся с капиталом в 50 000 долларов, с активным балансом и резервами в 25 000 долларов. Первый депозит в банке открыл представитель местных профсоюзов Пит Дюшен (англ. Pete Duchene).
К 2002 году компания Umpqua увеличила число своих отделений до 63, приобретя компанию Centennial Bancorp в Юджине за 214 млн долларов. 16 января 2009 года Umpqua согласилась принять депозиты банка округа Кларк в вашингтонском Ванкувере после того, как деятельность последнего была прекращена управлением валютного контроля. В январе 2010 года Umpqua приняла вклады банка Evergreen из Сиэтла, когда последний был закрыт департаментом финансовых учреждений штата Вашингтон. Месяц спустя компания согласилась принять депозиты банка Rainer Pacific из Такомы, реорганизованного федеральной корпорацией по страхованию вкладов. Ещё через месяц Umpqua поглотила операционный бизнес последнего банка по соглашению о покупке с той же федеральной корпорацией.
В ноябре 2012 года Umpqua пришла в область залива Сан-Франциско, когда была заключена сделка на 24,9 млн долларов по покупке Circle Bancorp, базировавшейся в районе залива.
В апреле 2014 года Umpqua закрыла сделку по покупке Sterling Financial Corporation, материнской компании банка Sterling, второго по величине в штате Вашингтон. Сумма сделки составила 2 млрд долларов, в результате неё число отделений Umpqua увеличилось до 394, а активы — до 22 млрд долларов.